# ニューイヤーエクスプレス
ニューイヤーエクスプレス（New Year Express、略称：ニューイヤー号、NYE）は、小田急電鉄が運行している臨時特急列車（ロマンスカー）の愛称の一つ。
本稿では、その前身である初詣号（はつもうでごう）と東京メトロ千代田線から乗り入れるメトロニューイヤー号についても記す。

## 概要
1969年1月1日以来毎年、小田急電鉄では12月31日深夜から翌年1月1日早朝に掛けて初詣・初日の出客向けの臨時特急列車として新宿 - 片瀬江ノ島間などでロマンスカーを使用した「初詣号」を運行していた。その後継として登場したのがこの「ニューイヤーエクスプレス」であり、2001年12月31日から運行を開始した。
また、2010年から2020年の毎年1月1日に、60000形「MSE」を使用した「メトロニューイヤー号」が東京メトロ千代田線北千住 - 片瀬江ノ島間で運転されていた。
ただしコロナ対策として2021年1月1日は、「ニューイヤエクスプレス」、「メトロニューイヤー号」ともに運行が取りやめとなった。
2022年は50000形「VSE」使用で、「ニューイヤーエクスプレス」が新宿発片瀬江ノ島行きのみ運行がされた。
2023年からは30000形「EXE」「EXEα」使用で、「ニューイヤーエクスプレス」が新宿 - 片瀬江ノ島間で1往復のみ運行がされている。

## 運行区間・停車駅

### ニューイヤーエクスプレス

#### 下り列車
下り列車は、2020年まで毎年1月1日未明に終夜運転と合わせて新宿→片瀬江ノ島間で5 - 8本（実施年により本数が異なる）が運行され、1本(2018年まで2本)のみ新宿→小田原（2008年までは伊勢原）間で運行されていた。2021年1月1日は片瀬江ノ島行1本のみ運行予定だったが、12月18日に運行中止となった。2022年1月1日は片瀬江ノ島行のみ運行された。2023年以降は1月1日に下り列車が「ニューイヤーエクスプレス1号」として運行された。
途中停車駅は、片瀬江ノ島行が2003年1月1日以来、新百合ヶ丘・町田・大和・藤沢、小田原行が2005年1月1日以来、新百合ヶ丘・町田・伊勢原（2008年までは終点）・秦野となっていた。それぞれ、えのしま号とさがみ号の停車駅に類似しているが違いは前者は相模大野駅を通過し町田駅に停車、後者は本厚木駅を通過し伊勢原駅に停車していた点である。
その後、途中停車駅は変遷を辿り（相模大野、成城学園前、本厚木、海老名が追加）、2020年は以下の停車駅で運行された。
・片瀬江ノ島行　新宿 - 新百合ヶ丘 - 町田 - 大和 - 藤沢 - 片瀬江ノ島
・小田原行　　　新宿 - 成城学園前 - 相模大野 - 海老名 - 本厚木 - 伊勢原 - 秦野 - 小田原
なお2022年以降は、新宿 - 相模大野駅間において片瀬江ノ島行きと小田原行きの停車駅を組み合わせ、以下の停車駅で運行されている。
・片瀬江ノ島行　新宿 - 成城学園前 - 新百合ヶ丘 - 町田 - 相模大野 - 大和 - 藤沢 - 片瀬江ノ島
片瀬江ノ島行の列車のうち一部は2002年1月1日の運行にて向ヶ丘遊園に停車したが、2003年1月1日より全列車が通過となっている。また、登場時は唐木田発新百合ヶ丘経由片瀬江ノ島行の列車（途中停車駅は小田急多摩センター・小田急永山・新百合ヶ丘・大和・藤沢）が運行されていたが、2004年1月1日を最後に運転が行われていない。

#### 上り列車
上り列車は、2017年度まで12月31日夜間と1月1日朝に運行される2種類に分けられていたが、2018年度からは1月1日朝に運行される列車のみとなり、2020年度〜2022年度は運転されなかった。
2023年1月1日以降は毎年1月1日に「ニューイヤーエクスプレス2号」として運行されている。
12月31日夜間には、明治神宮の最寄り駅である参宮橋駅に停車するものが運行されていた。運行区間は実施年により異なり、小田原、本厚木、町田のいずれかの駅を始発とし、参宮橋駅に途中停車を行い、新宿へ向かう列車となっていた。
一方、1月1日朝に運行されるものは、片瀬江ノ島を始発とし、藤沢・大和・相模大野・新百合ヶ丘に途中停車を行い、新宿へ向かう列車となっている。なお、同日に運行される列車で参宮橋駅に途中停車するものは2002年に1度本厚木発新宿行が運転されているが、2003年より運転が行われていない。

### 使用車両

#### 現用車両
- 30000形「EXE」「EXEα」
- 60000形「MSE」
- 70000形「GSE」

#### 過去の車両
- 7000形「LSE」
- 10000形「HiSE」
- 20000形「RSE」
- 50000形「VSE」

### メトロニューイヤー号
東京メトロ千代田線北千住から片瀬江ノ島までの片道のみの運転で、2010年1月1日に初めての運行が行われた。
途中停車駅は大手町・霞ケ関・表参道・成城学園前・新百合ヶ丘・町田・大和・藤沢となっている。但し、千代田線内では降車できない。
車両は、千代田線への乗り入れが可能な60000形「MSE」が充当される。
なお2021年以降の運転実績はないが、運行終了とは明記されていない。

## 特別急行券
通常の特急ロマンスカーと同様に全席指定制で、乗車するには特別急行券（以下、特急券）が必要である。
毎年12月1日の午前10時に一斉発売される。例年11月下旬頃に列車の運行区間や時刻などが小田急電鉄のホームページなどで発表され、12月下旬頃にチラシが小田急線各駅に配布される。そのため、通常は乗車日の2ヶ月前から特急ロマンスカーの特急券の予約は可能だが、この列車のみができないことになっている。
また、定期運行の特急と同様に停車駅のホームに設置されている特急券専用自動券売機では、次発列車に空席がある場合に限り、発車時刻まで特急券の発売が行われている。

## 初詣号
| LSE車による「初詣号」（1994年1月1日 本厚木駅） |  | RSE車による「初詣号」（1994年1月1日 新宿駅） |
| LSE車による「初詣号」（1994年1月1日 本厚木駅） |  | RSE車による「初詣号」（1994年1月1日 新宿駅） |

1969年1月1日未明に新宿 - 新原町田（現・町田）間で臨時特急「初詣号」が1往復運行された（途中停車駅は参宮橋と向ヶ丘遊園）。それ以降、毎年初詣客向けの特急が運行されるようになる。

### 運行区間・停車駅
最後の運行となった2001年1月1日の「初詣号」について見てみると、現在の「ニューイヤーエクスプレス」と同様に新宿→片瀬江ノ島間の運行を主体としているが、伊勢原行と町田行も運行された。
途中停車駅について見てみると、片瀬江ノ島行の場合は参宮橋（一部列車のみの停車）・代々木上原・向ヶ丘遊園・町田・大和・藤沢の各駅で、伊勢原行と町田行についても小田原線内は同様の停車駅となっていた。

### 使用されていた車両
- 3000形「SSE」
- 3100形「NSE」
- 7000形「LSE」
- 10000形「HiSE」
- 20000形「RSE」

## その他
- 運行開始以来、「走る喫茶室」と呼ばれる小田急ロマンスカーにおける車内販売サービスは、深夜ということもあり実施されなかったが、1987年から1988年にかけての終夜運転に際して1987年12月23日にデビューしたばかりであった10000形「HiSE」車内では同じサービスが実施された。なお、2020年現在に至るまで、「初詣号」→「ニューイヤーエクスプレス」で車内販売サービスが行われたのはこの時のみである。
- 1990年から1991年にかけての終夜運転より臨時列車「初詣&初日の出号」が、1000形を使用して小田急線 - 千代田線間において運転されていたが、2008年から2009年にかけての終夜運転をもって運転を終了した。この列車は、上り列車では2007年から2008年にかけての終夜運転からでは「初詣号」という列車名で唐木田→綾瀬間において運転された。
- 2008年から2009年にかけて運行された「ニューイヤーエクスプレス」は、グリーン電力制度を利用して運転された。